# THE BEST BANG!!
『THE BEST BANG!!』（ザ・ベスト・バン!!）は、福山雅治のベストアルバム。2010年11月17日発売。制作はユニバーサルJ、発売・販売元はユニバーサルミュージック。
この項目では『「THE BEST BANG!!」 -ASIA LIMITED BANG!!-』（ザ・ベスト・バン!! -アジア・リミテッド・バン!!-）『WITH SPECIAL GUESTS -Fukuyama Masaharu Remake-』（ウィズ・スペシャル・ゲスツ -ふくやま まさはる リメイク-）についても記載している。

## 解説
デビュー20周年の音楽活動を集約したベストアルバム。BMG JAPAN（現・アリオラジャパン）・ユニバーサルミュージックのレーベルの垣根を越えて制作された。選曲は基本的に福山本人が行っているが、「一人だと偏った選曲になる」という考えによりスタッフの意見も取り入れている。
多くの収録曲をトラックダウンし直し、ギターの差し替えやコーラスの入れ替えなどの作業をしている。制作時期に福山はNHK大河ドラマ『龍馬伝』の撮影により多忙であったため、平日はスタッフによるミキシングを進めて週末に福山がチェックし、場合によっては追加レコーディングをするという作業であった。また、一部の曲についてはエルヴィス・コステロやシェリル・クロウなどの作品を手掛けたエンジニア、チャド・ブレイクがトラックダウンを行っている。
発売形態は初回限定盤・限定生産盤・通常盤の3種類での発売で、初回限定盤には「MELODY」「HEAVEN」「桜坂」「HEY!」「Gang★」「虹」「ひまわり」「心color 〜a song for the wonderful year〜」のMusic Clipを収録したDVD、限定生産盤にはスペシャル・タオルが付属している。
ベストアルバム発売を記念して東京・丸の内ビルディングにて特別展示会が11月16日から22日までの6日間開催された。
オリコンチャートは初登場1位を獲得。2010年発売のソロ・アーティストのアルバムで最高の初動売上を記録した。また、2010年度のオリコン年間アルバムランキングで9位にランクインし、福山のアルバムとしては『MAGNUM COLLECTION 1999 "Dear"』以来10年ぶりに年間アルバムランキングTOP10入りを果した。
2017年9月時点でTSUTAYAにおいて累計176万回以上がレンタルされ、同時点でTSUTAYAにおけるベスト盤のレンタル回数では歴代28位である。
2011年には、台湾・香港・韓国・タイ・シンガポール・マレーシアのアジア6カ国でも発売した。また、K-POPアーティスト達が福山の曲をリメイクしたアルバム『WITH SPECIAL GUESTS -Fukuyama Masaharu Remake-』も発売した。日本国内ではこれを記念して『「THE BEST BANG!!」 -ASIA LIMITED BANG!!-』が4月13日に発売され、K-POPアーティスト達のリメイク作品をDisc 4に収録している。

## 収録曲

### 限定生産盤・通常盤

#### Disc 1
1. 追憶の雨の中 (3:56)
（作詞・作曲：福山雅治　補作曲：佐野日出夫　編曲：白浜久）
1stシングル。
2. 逃げられない (4:15)
（作詞・作曲：福山雅治　編曲：中村修司）
3rdシングル「風をさがしてる」のカップリング曲。
3. 約束の丘 (5:27)
（作詞・作曲：福山雅治　編曲：星勝）
6thシングル。TBS系『テレビ近未来研究所』エンディングテーマ。アサヒスーパードライ「うまい！を明日へ！」プロジェクト篇CMソング（インストゥルメンタル、2011年）。
4. HARD RAIN (4:41)
（作詞・作曲：福山雅治　編曲：中村修司）
4thアルバム『BOOTS』収録曲。
5. Good night (5:54)
（作詞・作曲：福山雅治　編曲：松本晃彦）
5thシングル。TBS系金曜ドラマ『愛はどうだ』挿入歌。
6. MELODY (4:29)
（作詞・作曲：福山雅治　編曲：斎藤誠）
7thシングル。ロッテ「新作ロッテガム」CMソング。
7. All My Loving (4:05)
（作詞・作曲：福山雅治　編曲：小原礼）
8thシングル「All My Loving／恋人」の1曲目。Panasonic CDラジオカセット「RX-DT75(マジカルコブラトップ)」CMソング。
8. 遠くへ (5:07)
（作詞・作曲:福山雅治 / 編曲:小原礼）
5thアルバム『Calling』収録曲。ロッテ「新作ロッテガム」CMソング。
9. 恋人 (4:41)
（作詞・作曲：福山雅治　編曲：佐橋佳幸）
8thシングル「All My Loving／恋人」の2曲目。Panasonicコンポ「SC-CH505」（RESTY）CMソング。
10. Marcy's Song (4:32)
（作詞・作曲：福山雅治　編曲：佐橋佳幸）
5thアルバム『Calling』収録曲。
11. IT'S ONLY LOVE (4:35)
（作詞・作曲：福山雅治　編曲：斎藤誠）
9thシングル「IT'S ONLY LOVE／SORRY BABY」の1曲目。ダイドー「ブレンドコーヒー」CMソング。
12. HELLO (3:59)
（作詞・作曲：福山雅治　編曲：佐橋佳幸）
10thシングル。フジテレビ系水曜劇場『最高の片想い』主題歌。
13. Good Luck (4:43)
（作詞・作曲：福山雅治　編曲：斎藤誠）
5thアルバム『Calling』収録曲。
14. Message (4:11)
（作詞・作曲：福山雅治　編曲：斎藤誠）
11thシングル「Message／今 このひとときが 遠い夢のように」の1曲目。東宝系映画『BIRTHDAY PRESENT』主題歌。
15. Heart (4:48)
（作詞・作曲：福山雅治　編曲：富田素弘／福山雅治）
12thシングル「Heart／you」の1曲目。福山が主演したTBS系金曜ドラマ『めぐり逢い』主題歌。
16. you (4:45)
（作詞・作曲：福山雅治　編曲：富田素弘）
12thシングル「Heart／you」の2曲目。福山が主演したTBS系金曜ドラマ『めぐり逢い』挿入歌。

#### Disc 2
1. HEAVEN (3:39)
（作詞・作曲：福山雅治　編曲：佐橋佳幸）
14thシングル「HEAVEN／Squall」の1曲目。フジテレビ系ドラマ『OUT〜妻たちの犯罪〜』主題歌。
2. Peach!! (4:03)
（作詞：福山雅治　作曲：福山雅治／富田素弘　編曲：富田素弘）
13thシングル「Peach!!／Heart of Xmas」の1曲目。フジテレビ系ドラマ『板橋マダムス』主題歌。
3. Squall (5:24)
（作詞・作曲：福山雅治　編曲：富田素弘）
14thシングル「HEAVEN／Squall」の2曲目。松本英子に提供した「Squall」のセルフカバー。
4. Gang★ (4:13)
（作詞・作曲：福山雅治　編曲：富田素弘）
17thシングル。WOWOW スプリングキャンペーンソング。
5. 桜坂 (4:57)
（作詞・作曲：福山雅治　編曲：富田素弘）
15thシングル。TBS系『ウンナンのホントコ! 未来日記Ⅴ』テーマソング。
6. 蜜柑色の夏休み (4:03)
（作詞・作曲：福山雅治　編曲：佐橋佳幸）
8thアルバム『f』収録曲。
7. 虹 (4:08)
（作詞・作曲・編曲：福山雅治）
18thシングル「虹／ひまわり／それがすべてさ」の1曲目。フジテレビ系ドラマ『WATER BOYS』主題歌。
8. ひまわり (6:13)
（作詞・作曲：福山雅治　編曲：井上鑑）
18thシングル「虹／ひまわり／それがすべてさ」の2曲目。前川清へ提供した曲のセルフカバー。日本郵政公社「簡易保険」CMソング。アサヒスーパードライ「ドライプレミアム」CMソング（2013年）。
9. それがすべてさ (5:10)
（作詞・作曲：福山雅治　編曲：井上鑑）
18thシングル「虹／ひまわり／それがすべてさ」の3曲目。大塚製薬「ポカリスエット」CMソング。
10. 泣いたりしないで (4:26)
（作詞・作曲：福山雅治　編曲：服部隆之）
19thシングル「泣いたりしないで／RED×BLUE」の1曲目。NHK連続テレビ小説『わかば』主題歌。
11. RED×BLUE (4:32)
（作詞・作曲・編曲：福山雅治）
19thシングル「泣いたりしないで／RED×BLUE」の2曲目。大塚製薬「ポカリスエット」CMソング。
12. あの夏も 海も 空も (5:26)
（作詞・作曲：福山雅治　編曲：井上鑑）
21stシングル「milk tea／美しき花」のカップリング曲。サントリー「新ダイエット＜生＞」CMソング。
13. milk tea (5:01)
（作詞・作曲：福山雅治　編曲：福山雅治／井上鑑）
21stシングル「milk tea／美しき花」の1曲目。TBS系『恋するハニカミ!』テーマソング。
14. 東京にもあったんだ (6:18)
（作詞・作曲：福山雅治　編曲：福山雅治／服部隆之）
22ndシングル「東京にもあったんだ／無敵のキミ」の1曲目。松竹系映画『東京タワー 〜オカンとボクと、時々、オトン〜』主題歌。

#### Disc 3
1. THE EDGE OF CHAOS 〜愛の一撃〜 (3:23)
（作詞・作曲：福山雅治　編曲：福山雅治／井上鑑）
9thアルバム『5年モノ』収録曲。スズキ「SX4」CMソング。
2. 明日の☆SHOW (4:51)
（作詞・作曲：福山雅治　編曲：福山雅治／井上鑑）
23rdシングル「想 -new love new world-」のカップリング曲。キリンビバレッジ「FIRE」CMソング。
3. 最愛 (5:41)
（作詞・作曲：福山雅治　編曲：福山雅治／井上鑑）
10thアルバム『残響』収録曲。KOH+の2ndシングル「最愛」のセルフカバー。東芝 液晶テレビ「REGZA」CMソング。
4. 想 -new love new world- (4:42)
（作詞・作曲：福山雅治　編曲：福山雅治／井上鑑）
23rdシングル。東芝 液晶テレビ「REGZA」・ハイビジョンレコーダー「VARDIA」CMソング。
5. 化身 (5:02)
（作詞・作曲：福山雅治　編曲：福山雅治／井上鑑）
24thシングル。フジテレビ系土曜ドラマ『魔女裁判』主題歌。
6. はつ恋 (5:10)
（作詞・作曲：福山雅治　編曲：福山雅治／井上鑑）
25thシングル。東芝 液晶テレビ「REGZA」CMソング。
アルバム初収録。
7. KISSして (3:42)
（作詞・作曲：福山雅治　編曲：福山雅治／井上鑑）
24thシングル「化身」のカップリング曲。KOH+の1stシングル「KISSして」のセルフカバー。
アルバム初収録。
8. 少年 (5:03)
（作詞・作曲：福山雅治　編曲：福山雅治／井上鑑）
26thシングル「蛍／少年」の2曲目。東芝「LED REGZA」CMソング。
アルバム初収録。
9. 蛍 (5:12)
（作詞・作曲：福山雅治　編曲：福山雅治／井上鑑）
26thシングル「蛍／少年」の1曲目。日本テレビ系土曜ドラマ『美丘-君がいた日々-』主題歌。
アルバム初収録。
10. 群青 〜ultramarine〜 (5:00)
（作詞・作曲：福山雅治　編曲：福山雅治／井上鑑）
10thアルバム『残響』収録曲。テレビ東京系『ワールドビジネスサテライト』エンディングテーマ。

#### Disc 4
1. 心color 〜a song for the wonderful year〜 (4:53)
（作詞・作曲：福山雅治　編曲：福山雅治／井上鑑）
東芝「REGZA」「REGZA Blu-ray」CMソング。年末をテーマに書き下ろされた。曲自体は2009年半ば（大河ドラマがクランクインした頃）に制作されており、歌詞は2010年9月頃に書かれた。
年末以外に歌われる際には、1コーラス目Bメロの歌詞が変更されて歌われる。
2011年にはニッポン放送チャリティー番組『ラジオ・チャリティー・ミュージックソン スペシャル 「I'm with U キミと、24時間ラジオ」』テーマソングに起用された[17]。
2. 石塊のプライド (4:36)
（作詞：SION　作曲：福山雅治　編曲：福山雅治／井上鑑）
DUNLOP CMソング。2010年1月から放送されていたものはインストゥルメンタルであったが、本作ではSIONに作詞を依頼した曲が収録されている。
福山がデビュー20周年、SIONがデビュー25周年ということで、2005年に発売されたシングル「たまには自分を褒めてやろう」以来5年ぶりにコラボレーションした曲になった。
SIONからはじめに送られてきた歌詞は福山に気を遣っているような内容であると感じたため、福山からSIONに対し“普段歌わないであろうテーマ”ということで改めて歌詞の書き直しを依頼したという。なお、SIONが歌うバージョンは、SIONの25th記念アルバム『燦燦と』に収録されている。
3. 道標 2010 (5:25)
（作詞・作曲：福山雅治　編曲：福山雅治／井上鑑）
24thシングル「化身」カップリング曲を新たにアレンジしている。日本テレビ系『NEWS ZERO』エンディングテーマ。当時の『NEWS ZERO』キャスターでヴァイオリニストの宮本笑里が参加している。2010年の『第61回NHK紅白歌合戦』にパシフィコ横浜展示ホールから中継出演した際には、「道標」が宮本笑里のヴァイオリンも加わったアレンジで披露された[18]。
4. 心color 〜a song for the wonderful year〜 (Original Karaoke) (4:53)
5. 石塊のプライド (Original Karaoke) (4:36)
6. 道標 2010 (Original Karaoke) (5:21)

### 初回限定盤

#### Disc 1
1. 追憶の雨の中
2. 逃げられない
3. 約束の丘
4. HARD RAIN
5. Good night
6. MELODY
7. All My Loving
8. 遠くへ
9. 恋人
10. Marcy's Song
11. IT'S ONLY LOVE
12. HELLO
13. Good Luck
14. Message
15. Heart
16. you

#### Disc 2
1. HEAVEN
2. Peach!!
3. Squall
4. Gang★
5. 桜坂
6. 蜜柑色の夏休み
7. 虹
8. ひまわり
9. それがすべてさ
10. 泣いたりしないで
11. RED×BLUE
12. あの夏も 海も 空も
13. milk tea
14. 東京にもあったんだ

#### Disc 3
1. THE EDGE OF CHAOS 〜愛の一撃〜
2. 明日の☆SHOW
3. 最愛
4. 想 -new love new world-
5. 化身
6. はつ恋
7. KISSして
8. 少年
9. 蛍
10. 群青 〜ultramarine〜
11. vs. ～知覚と快楽の縲旋～
12. 覚醒モーメント
13. でんでらりゅうば
14. 99
15. Revolution//Evolution
16. アンモナイトの夢

#### Disc 4
1. 心color 〜a song for the wonderful year〜
2. 石塊のプライド
3. 道標 2010
4. 心color 〜a song for the wonderful year〜 (Original Karaoke)
5. 石塊のプライド (Original Karaoke)
6. 道標 2010 (Original Karaoke)

#### DVD
1. MELODY
2. HEAVEN
3. 桜坂
4. HEY!!
5. Gang★
6. 虹
7. ひまわり
8. 心color～a song for the wonderful year～

### 「THE BEST BANG!!」 -ASIA LIMITED BANG!!-

#### Disc 1
1. 追憶の雨の中
2. 逃げられない
3. 約束の丘
4. HARD RAIN
5. Good night
6. MELODY
7. All My Loving
8. 遠くへ
9. 恋人
10. Marcy's Song
11. IT'S ONLY LOVE
12. HELLO
13. Good Luck
14. Message
15. Heart
16. you

#### Disc 2
1. HEAVEN
2. Peach!!
3. Squall
4. Gang★
5. 桜坂
6. 蜜柑色の夏休み
7. 虹
8. ひまわり
9. それがすべてさ
10. 泣いたりしないで
11. RED×BLUE
12. あの夏も 海も 空も
13. milk tea
14. 東京にもあったんだ

#### Disc 3
1. THE EDGE OF CHAOS 〜愛の一撃〜
2. 明日の☆SHOW
3. 最愛
4. 想 -new love new world-
5. 化身
6. はつ恋
7. KISSして
8. 少年
9. 蛍
10. 群青 〜ultramarine〜
11. 心color 〜a song for the wonderful year〜
12. 石塊のプライド
13. 道標 2010

#### Disc 4 （『WITH SPECIAL GUESTS -Fukuyama Masaharu Remake-』収録曲）
1. 虹／BEAST
2. 蛍／TEI
3. ひまわり／LIM JEONGHEE
4. 最愛／2AM
5. milk tea／G.NA
6. 群青 -ultramarine-／BAN KWANG-OK
7. 恋人／JOOHEE
8. はつ恋／YOUNG JEE

## ミュージシャン
※ここでは本作にのみ収録されている楽曲について記載している。
| でんでらりゅうば - Guitar & Bass:FUKUYAMA MASAHARU - Keyboards:INOUE AKIRA | 心color 〜a song for the wonderful year〜 - Vocal & Guitar:FUKUYAMA MASAHARU - Keyboards:INOUE AKIRA - Guitar:KON TSUYOSHI - Bass:MIKUZUKI CHIHARU - Drums:YAMAKI HIDEO - Percussion:MATARO - Electric Violin:KANEKO ASKA - Chorus:Can'no / ISHII MOMOKO 石魂のプライド - Vocal & Guitar:FUKUYAMA MASAHARU - Keyboards:INOUE AKIRA - Mandolin:YOSHIKAWA CHŨEI - Bass:MIKUZUKI CHIHARU - Drums:YAMAKI HIDEO - Percussion:MATARO - Violin:KANEKO ASKA 道標 2010 - Vocal & Electric Guitar:FUKUYAMA MASAHARU - Keyboards:INOUE AKIRA - Solo Violin:MIYAMOTO EMIRI - Acoustic Guitar & Flat Mandolin:KON TSUYOSHI - Bass:MIKUZUKI CHIHARU - Drums:SAKATA MANABU - Flugel Horn:NISHIMURA KOJI / SUGASAKA MASAHIKO - French Horn:MINAMI HIROYUKI / NAKAZAWA YUKIHIRO - Flute & Alto Flute:TAKAKUWA HIDEO - Strings:KINBARA CHIEKO STRINGS |